# معدل الزيادة الطبيعية
| ≥ 30 25 – 29.99 20 – 24.99 15 – 19.99 | 10 – 14.99 5 – 9.99 0 – 4.99 -5 – -0.01 | < -5 بيانات غير متاحة |

الزيادة الطبيعية في عدد السكان، من كتاب حقائق العالم، 2017:

معدل الزيادة الطبيعية، أو التغير الطبيعي للسكان، هو معدل المواليد مطروحاً منه معدل الوفيات لسكان في منطقة ما، خلال فترة زمنية معينة. يتم التعبير عنه عادةً إما كرقم لكل 1000 فرد من السكان، أو كنسبة مئوية. ويمكن أن يكون المعدل موجباً أو سالباً. ويتناقض مع إجمالي التغير السكاني من خلال تجاهل صافي الهجرة. ويساعد معدل الزيادة الطبيعية الديموغرافيين لمعرفة المزيد عن تطور سكان المنطقة المشار إليها بالبحث.